# Pomacentrus fakfakensis
Pomacentrus fakfakensis är en fiskart som beskrevs av Allen och Erdmann 2009. Pomacentrus fakfakensis ingår i släktet Pomacentrus och familjen Pomacentridae. Inga underarter finns listade i Catalogue of Life.